# Sara, Emma, Ruben
Sara, Emma, Ruben är en svensk kortfilmstrilogi från 1999 regisserad och skriven av Staffan Lamm.
Filmerna skildrar tre personer: Sara, Emma och Ruben. Sara var en kvinna som suttit i koncentrationsläger under Andra världskriget och som vårdades av Lamms mor, som var läkare. Sara berättade för modern om sina hemska erfarenheter och skulle senare komma att begå självmord. Ruben var patient på ett mentalsjukhus och avled 1962. Han hade ingen sjukdomsinsikt och led av bland annat storhetsidéer. Han ägnade mycket tid åt en medpatient som han lyckades få att börja tala. Emma handlar om Anders Zorns hustru Emma som också var en släkting till Lamm.
Sara, Emma, Ruben nominerades till en Guldbagge 2000 i kategorin Bästa kortfilm.

## Medverkande (Sara)
- Kasim Acar
- Lovisa af Petersens
- Jenny Grobgeld